# Lilly Bølviken

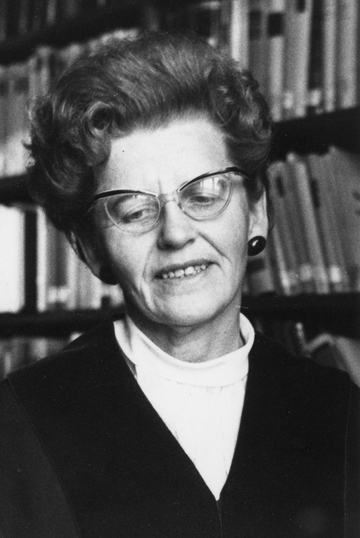
Lilly Bølviken, 1971

Lilly Helena Bølviken (* 20. März 1914 in Arendal; † 11. September 2011) war eine norwegische Richterin und Frauenrechtlerin. Sie war die erste Frau, die am Obersten norwegischen Gerichtshof als Richterin tätig war.

## Leben
Bølviken kam 1914 als Tochter von Helmer Henriksen und Ragna Haraldsen in der südnorwegischen Stadt Arendal auf die Welt. Im Jahr 1934 machte sie dort ihren Schulabschluss, anschließend besuchte sie eine Handelsschule in Oslo und wurde Assistentin in der Aufsichtsbehörde Trustkontrollen. Neben ihrer dortigen Arbeit begann sie ein Studium der Rechtswissenschaften, das sie 1942 beendete. Nach ihrem Abschluss begann sie als Sekretärin bei der Trustkontrollen zu arbeiten.
Im Jahr 1945 heiratete sie den Juristen Magne Bølviken und sie zog nach Hamar um. Dort war sie bis Juli 1946 Richterin, bevor sie bis 1952 als Büroleiterin der Behörde Prisdirektoratet für die Region Hedmark und Oppland arbeitete. Im Jahr 1952 wurde sie zur Richterin im Osloer Gericht ernannt, wo sie die erst dritte Frau war. Bølviken war dort 13 Jahre lang tätig, bevor sie im Mai 1968 zur Richterin am Obersten Gerichtshof von Norwegen ernannt wurde. Sie war dabei die erste Frau, die diese Stellung erhielt und behielt diese, bis sie 1984 das vorgeschriebene Höchstalter erreichte.
Neben ihrer Arbeit als Juristin war sie unter anderem von 1954 bis 1966 Mitglied im Vorstand der Frauenrechtsorganisation Norsk Kvinnesaksforening aktiv. Dabei war sie ab 1960 die erste Vizepräsidentin. In den 1980er-Jahren war sie die Vorsitzende der Ekteskapslovutvalget, einem für die Ausarbeitung einer Ehegesetzgebungsreform zuständigen Ausschuss. Sie verstarb im September 2011 im Alter von 97 Jahren.

## Auszeichnungen
- 1978: Sankt-Olav-Orden (Komtur)